# Galicia (revista)
Galicia es el título de un semanario ilustrado que se publicó en La Habana entre 1902 y 1930, siendo la publicación más longeva de la colonia gallega en América.

## Historia
En un primer momento fue publicado con el subtítulo de Revista semanal ilustrada, se bien tal subtítulo fue modificado en numerosas ocasiones, apareciendo como: "Revista Regional de más circulación en la República de Cuba", "Revista gráfica Regional de La Habana" o Publicación semanal Órgano de la Colonia Gallega y Sociedades Regionales de Cuba". Fue fundada por Vicente López Veiga, natural de Moeche (La Coruña), quien además fue su primer director hasta el número 48 del segundo año, a partir del cual sería sustituido por José Benito Cerdeira. Constantino Horta Pardo fue su director entre 1906 y 1908.

## Características
La revista vio la luz el 25 de julio de 1902 y desapareció el 30 de mayo de 1930. A partir de 1911 abandonó el formato grande (40 x 28 cm) y aumentó significativamente su número de páginas. La lengua utilizada por la publicación fue mayoritariamente el castellano, reservando el gallego para algunos textos poéticos. El 25 de julio de 1920 se publicó un número extraordinario íntegramente en gallego.
Ya desde sus primeros números contó con la colaboración de Manuel Curros Enríquez, pero el elenco de colaboradores es muy extenso e incluye muchos escritores e intelectuales de la época, como Concepción Arenal, Uxío Carré Aldao, Lamas Carvajal, Manuel Lugrís, Manuel Murguía, Pardo Bazán, José Pérez Ballesteros, Antonio Couceiro Freijomil, etc., además de numerosos pseudónimos. identificados o no (Entre otros Conde de Castelnovo que esconde al propio López Veiga). Esporádicamente publicó caricaturas de Castelao y de Ignacio Vidales Tomé.
En esta revista se publicó el 9 de abril de 1905 la primera referencia a la constitución de la Asociación Iniciadora y Protectora de la Academia Gallega, de la que actuó como portavoz, además la publicación estuvo constantemente vinculada con el Centro Gallego de La Habana y con la Sociedad de Beneficencia de Naturales de Galicia. Dedicó un número monográfico a Curros Enríquez con motivo de su fallecimiento, al tiempo que cedió la Bandera de Galicia que cubría su féretro en su entierro.